# Manuel Cobo Vega
Manuel Cobo Vega (Ponferrada, Lleó, 18 de juny de 1956) és un polític espanyol del Partido Popular. Ha ocupat diversos càrrecs en l'àmbit de la Comunitat de Madrid. Entre 2003 i 2011 va ser vicealcalde de Madrid; como a tal, i després de la renúncia d'Alberto Ruiz-Gallardón, com a tal, i després de la renúncia de Alberto Ruiz-Gallardón, va ocupar l'alcaldia de la ciutat de forma provisional entre el 22 i el 27 de desembre de 2011.

## Vida

### Primers anys
És fill de l'empresari ponferradino Manuel Cobo Calleja.
Llicenciat en Dret, va entrar en política en 1991, havent estat elegit diputat a l'Assemblea de Madrid pel PP, i fou secretari general del grup parlamentari i portaveu en la comissió d'Hisenda.

### Conseller i regidor
Amb l'arribada del PP al govern de la Comunitat de Madrid, va passar a ser portaveu del PP a l'Assemblea de Madrid, i en 1999 va passar a ser conseller de Presidència del govern d'Alberto Ruiz-Gallardón, assumint les funcions d'Hisenda entre 2000 i 2001. En 2003, va acompanyar Ruiz-Gallardón a l'Ajuntament de Madrid, fou triat regidor i nomenat vicealcalde de Madrid. En octubre de 2004 va intentar presentar-se com a candidat a la presidència del PP madrileny contra d'Esperanza Aguirre, però es va retirar pel fet que no va aconseguir els avals necessaris.

### Suspensió de militància
A l'octubre i novembre de 2009, unes declaracions seves sobre Esperanza Aguirre i la presidència de Caja Madrid en el diari El País van deslligar una forta crisi interna en el si del Partido Popular que va obligar Mariano Rajoy, president del partit, a prendre part en l'afera per a resoldre la disputa. El 4 de novembre de 2009, Manuel Cobo va ser suspès de militància pel Comitè de Drets i Garanties del Partit Popular.
El 27 de gener de 2010, el Partit Popular va anunciar que el suspenia de militància durant un any.

### Accident
El 30 d'agost de 2011, quan es dirigia a casa seva a Pozuelo de Alarcón va sofrir un greu accident de moto que li va deixar inconscient després de perdre el control del seu escúter en una rotonda i sortir-se de la carretera.

### Marxa de l'Ajuntament
El dia 29 de desembre de 2011 va anunciar que es retirava de la vida política després de la marxa d'Alberto Ruiz-Gallardón al Ministeri de Justícia. Va rebutjar el càrrec de subsecretari de Justícia que l'exalcalde li proposava i va abandonar la vicealcaldia i la seva acta de regidor per a encarregar-se de la Coordinació de Gestió d'IFEMA.

### Secretaria de Política Local
En el XVI Congrés Nacional del PP, celebrat a Sevilla del 17 al 19 de febrer de 2012, Manuel Cobo va ser elegit secretari executiu de Política Local.Aquest nomenament i entrada al nucli de la direcció de la seva organització política, es va produir a proposta del president del Partit Popular i del Govern, Mariano Rajoy.

### Oficina anticorrupció del PP
Designat al maig 2017 per a presidir una oficina anticorrupció en el PP, immers en multitud de processos judicials per corrupció, Manuel Cobo renúncia dues setmanes després de ser nomenat.